# Туркменпошта
Туркменпошта (туркм. Türkmenpoçta) — національний оператор поштового зв'язку Туркменістану зі штаб-квартирою в Ашгабаті. Є державною компанією та підпорядкований уряду Туркменістану. Член Всесвітнього поштового союзу.